# Takahito de Mikasa
Takahito, príncipe Mikasa (三笠宮崇仁親王  Mikasa-no-miya Takahito-shinnō?,  Tokio, Japón, 2 de diciembre de 1915-Ibíd., 27 de octubre de 2016) fue un miembro de la familia imperial japonesa, el cuarto y más joven de los hijos del emperador Taishō y la emperatriz Teimei, así como hermano menor del emperador Shōwa y el último tío paterno superviviente del emperador Akihito. Al  morir su cuñada, la princesa Takamatsu (Kikuko), el 18 de diciembre de 2004, se convirtió en el miembro en vida más longevo de la familia imperial de su país de origen.

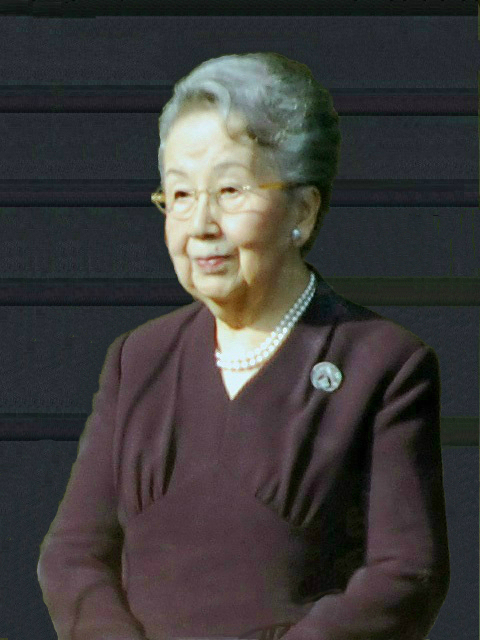
La princesa Mikasa, viuda del príncipe, fotografiada el 2 de enero de 2012.

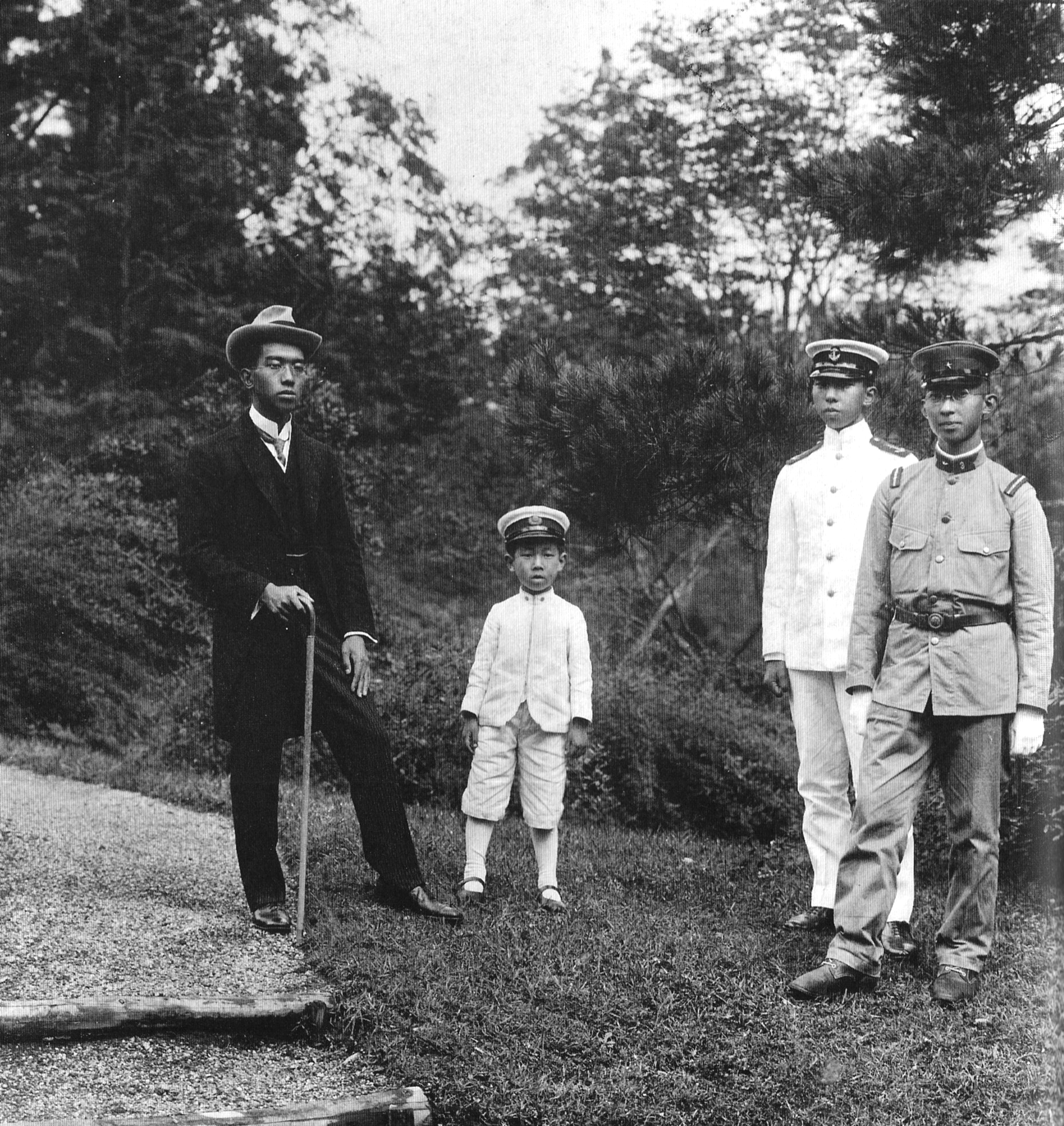
Emperador Taishō con sus cuatro hijos en 1921: Hirohito, Takahito, Nobuhito y Yasuhito.

Después de servir como oficial de caballería en el Ejército Imperial Japonés durante la Segunda Guerra Mundial, hizo carrera durante la posguerra como académico y profesor a tiempo parcial en estudios del Oriente Medio y lenguas semíticas. El príncipe alcanzó en vida pasar por tres reinados diferentes y ubicarse como quinto en la línea de sucesión al trono, hasta su muerte en 2016, a la edad de cien años.

## Biografía

### Primeros años
El Príncipe Takahito nació en el Palacio Imperial de Tokio, en el tercer año del reinado de su padre y quince años después del nacimiento del futuro emperador Showa. Su nombre de infancia fue Sumi-no-miya. El príncipe Takahito asistió a la escuela de primaria y secundaria de niños de la Gakushuin (Peers' School) de 1922 a 1932. Cuando comenzó la enseñanza secundaria, su hermano mayor ya había ascendido al Trono del Crisantemo y sus próximos dos hermanos, el príncipe Chichibu y el príncipe Takamatsu, ya habían emprendido la carrera militar en el Ejército Imperial Japonés y la Armada Imperial Japonesa, respectivamente. Se matriculó en la Academia del Ejército Imperial Japonés en 1932 y fue comisionado como subteniente y asignado al 5.º Regimiento de Caballería en junio de 1936. Posteriormente se graduó de la Army Staff College.
Al alcanzar la mayoría de edad, el 2 de diciembre de 1935, el emperador Shōwa le concedió el título de Mikasa-no-miya (Príncipe Mikasa) y la autorización para formar una nueva rama de la familia imperial.

### Servicio militar
El príncipe fue ascendido a teniente en 1937, a capitán en 1939 y a mayor en 1941.
Según Daniel Barenblatt, el príncipe Mikasa recibió, con el príncipe Tsuneyoshi Takeda, una proyección especial de Shiro Ishii de una película de aviones de carga transportando bombas de germen para la diseminación de la peste bubónica sobre la ciudad china de Ningbo, en 1940.
El príncipe Mikasa sirvió como oficial de personal en la sede de la Ejército Expedicionario de China en Nankín, China, desde enero de 1943 hasta enero de 1944. Su papel consistía en reforzar la legitimidad del gobierno nacionalista de Nankín y  coordinar con el personal del ejército japonés una iniciativa de paz, pero sus esfuerzos fueron totalmente arruinados por la Operación Ichi Go lanzada por el Cuartel General Imperial.
En 1994, un periódico local reveló que después de regresar a Tokio, escribió una acusación punzante de la conducta del ejército imperial japonés en China, donde el Príncipe había sido testigo de las atrocidades japonesas contra los civiles chinos. El Estado Mayor General del Ejército destruyó el documento, pero una copia sobrevivió y salió a luz en 1994.
El príncipe Mikasa sirvió como oficial de personal del Ejército en el Cuartel General Imperial en Tokio hasta la rendición japonesa en agosto de 1945. Al finalizar la contienda, el príncipe habló ante el Consejo Privado e incluso dirigiendo cartas a Douglas MacArthur,  para que Hirohito renunciara al trono para así asumir la responsabilidad histórica que le correspondía  de la guerra.

### Carrera después de la guerra
Después de la guerra, el príncipe Mikasa se matriculó en la Facultad de Letras de la Universidad de Tokio y llevó a cabo estudios avanzados en arqueología, estudios del Medio Oriente y lenguas semíticas. Desde 1954, dirigió la Sociedad Japonesa para los Estudios de Oriente Medio. Fue presidente honorario de la Sociedad Japonesa de Orientología. El Príncipe visitó, dio nombramientos y honores a profesores invitados en los estudios del Medio Oriente y arqueología en diversas universidades de Japón y del extranjero, como Universidad Nacional de Tokio de Bellas Artes y Música, Aoyama Gakuin, Tokyo Woman's Christian de la Universidad, la Universidad de Londres, la Universidad de Hokkaido y la Universidad de Shizuoka.
La residencia del Príncipe y la Princesa Mikasa está situada dentro del recinto del Palacio de Akasaka Independiente de Motoakasaka, Minato, Tokio.

### Fallecimiento
El príncipe Mikasa falleció a las 8:34 (JST) del 27 de octubre de 2016 en el hospital internacional de San Lucas, Tokio, donde había estado internado desde mayo de ese año debido a problemas cardíacos y una neumonía.

## Matrimonio

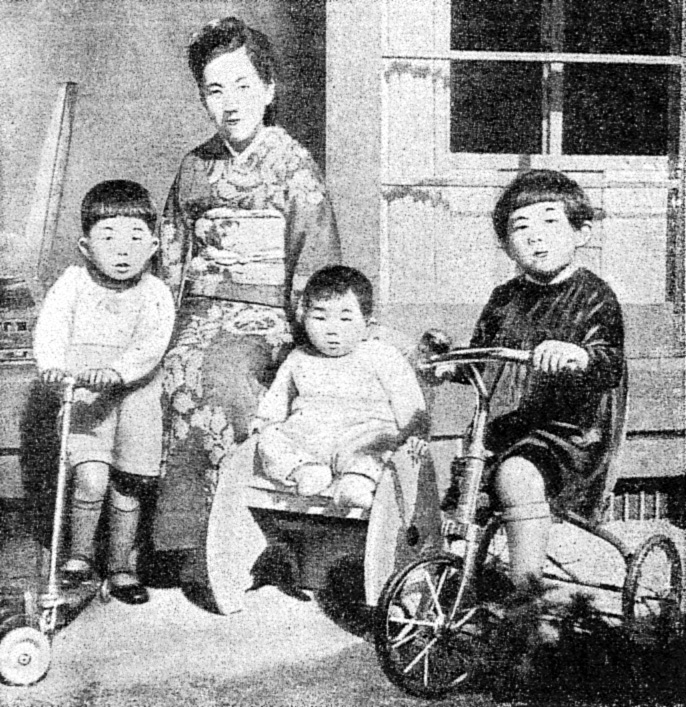
Princesa Yuriko con sus hijos, 1950.

El 22 de octubre de 1941, el príncipe Mikasa se casó con Yuriko Takagi (6 de junio de 1923), la segunda hija del difunto Vizconde Takagi Masanori. El príncipe y la princesa Mikasa tuvieron cinco hijos, tres varones ya fallecidos, y dos hijas supervivientes, que salieron de la familia imperial a causa de su matrimonio:

### Hijos
- Yasuko Konoe (nombre de soltera SAI Princesa Yasuko de Mikasa ( 甯子内親王 Yasuko-naishinno?,  26 de abril de 1944); casada el 16 de diciembre de 1966 con Tadateru Konoe, hermano menor del primer ministro Morihiro Hosokawa y nieto adoptivo (y heredero) del primer ministro Fumimaro Konoe. Actualmente es presidenta de la Cruz Roja Japonesa y tiene un hijo, Tadahiro.

- SAI Tomohito de Mikasa ( 寬仁親王 Tomohito-shinnō?,  5 de enero de 1946 – 6 de junio de 2012); heredero presunto; casado el 7 de noviembre de 1980 con Nobuko Aso (9 de abril de 1955), tercera hija del desaparecido Takakichi Asō, Presidente de Asō Cement Co., y de su esposa, Kazuko Yoshida, la hija del ex primer ministro Yoshida Shigeru; tuvieron dos hijas.

- SAI Príncipe Katsura (Yoshihito) (宜仁親王 Yoshihito-shinnō?,  11 de febrero de 1948 – 8 de junio de 2014); con el título Katsura-no-miya, desde el 1 de enero de 1988.

- Masako Sen (de soltera SAI Princesa Masako de Mikasa ( 容子内親王 Masako Naishinnō?,  23 de octubre de 1951); casada el 14 de octubre de 1983 con Masayuki Sen (7 de junio de 1956), hijo mayor de Sen Shoshitu XV y actualmente el XVI Gran Maestro Heredero (iemoto) del Urasenke Ceremonia del té japonesa; tienen dos hijos, Akifumi y Takafumi, y una hija, Makiko.

- SAI Príncipe Takamado (Norihito) ( 憲仁親王 Norihito-shinnō?,  29 de diciembre de 1954 - 21 de noviembre de 2002); Con el título Takamado-no-miya, desde el 1 de diciembre de 1984; casado el 6 de diciembre de 1984 con Hisako Tottori (10 de julio de 1953), la hija mayor de Shigejiro Tottori, expresidente de Mitsui & Co. en Francia; tienen tres hijas.

## Títulos
| ● 2 de diciembre de 1915-2 de diciembre de 1935: | Su alteza imperial la príncipe Sumi   |
| ● 2 de diciembre de 1935-27 de octubre de 2016:  | Su alteza imperial el príncipe Mikasa |

## Patronazgos
- Presidente de Honor del Centro Cultural de Oriente.
- Presidente de Honor de la Sociedad Turcojaponesa.
- Vicepresidente de Honor de la Cruz Roja Japonesa.

## Distinciones honoríficas

### Distinciones honoríficas japonesas
- Medalla conmemorativa de la Coronación del Emperador Hirohito (10 de noviembre de 1928).
- Caballero gran cordón de la Suprema Orden del Crisantemo (1 de octubre de 1936).

### Distinciones honoríficas extranjeras
- Caballero de la Orden de los Serafines (Reino de Suecia, 28 de febrero de 1957).
- Caballero de la Orden del Elefante (Reino de Dinamarca, 5 de marzo de 1957).[9]
- Medalla conmemorativa del 2500 Aniversario del Imperio de Irán (Imperio de Irán, 14 de octubre de 1971).[10]
- Caballero gran cruz de la Orden al Mérito de la República Italiana (República Italiana, 9 de marzo de 1982).[11]

## Antepasados
|  |                                              |  |  |  |  |  |  |  |  |  |  |  |  |  |  |  |
|  | 8. Emperador Kōmei                           |  |  |  |  |  |  |  |  |  |  |  |  |  |  |  |
|  |                                              |  |  |  |  |  |  |  |  |  |  |  |  |  |  |  |
|  |                                              |  |  |  |  |  |  |  |  |  |  |  |  |  |  |  |
|  | 4. Emperador Meiji                           |  |  |  |  |  |  |  |  |  |  |  |  |  |  |  |
|  |                                              |  |  |  |  |  |  |  |  |  |  |  |  |  |  |  |
|  |                                              |  |  |  |  |  |  |  |  |  |  |  |  |  |  |  |
|  | 9. Lady Yoshiko Nakayama                     |  |  |  |  |  |  |  |  |  |  |  |  |  |  |  |
|  |                                              |  |  |  |  |  |  |  |  |  |  |  |  |  |  |  |
|  |                                              |  |  |  |  |  |  |  |  |  |  |  |  |  |  |  |
|  | 2. Emperador Taishō                          |  |  |  |  |  |  |  |  |  |  |  |  |  |  |  |
|  |                                              |  |  |  |  |  |  |  |  |  |  |  |  |  |  |  |
|  |                                              |  |  |  |  |  |  |  |  |  |  |  |  |  |  |  |
|  | 10. Conde Takamitsu Yanagiwara               |  |  |  |  |  |  |  |  |  |  |  |  |  |  |  |
|  |                                              |  |  |  |  |  |  |  |  |  |  |  |  |  |  |  |
|  |                                              |  |  |  |  |  |  |  |  |  |  |  |  |  |  |  |
|  | 5. Lady Naruko Yanagiwara                    |  |  |  |  |  |  |  |  |  |  |  |  |  |  |  |
|  |                                              |  |  |  |  |  |  |  |  |  |  |  |  |  |  |  |
|  |                                              |  |  |  |  |  |  |  |  |  |  |  |  |  |  |  |
|  | 11. Lady Utano Hasegawa                      |  |  |  |  |  |  |  |  |  |  |  |  |  |  |  |
|  |                                              |  |  |  |  |  |  |  |  |  |  |  |  |  |  |  |
|  |                                              |  |  |  |  |  |  |  |  |  |  |  |  |  |  |  |
|  | 1. Takahito, Príncipe Mikasa                 |  |  |  |  |  |  |  |  |  |  |  |  |  |  |  |
|  |                                              |  |  |  |  |  |  |  |  |  |  |  |  |  |  |  |
|  |                                              |  |  |  |  |  |  |  |  |  |  |  |  |  |  |  |
|  | 12. Kujō Hisatada, Regente de Japón          |  |  |  |  |  |  |  |  |  |  |  |  |  |  |  |
|  |                                              |  |  |  |  |  |  |  |  |  |  |  |  |  |  |  |
|  |                                              |  |  |  |  |  |  |  |  |  |  |  |  |  |  |  |
|  | 6. Príncipe Kujō Michitaka del Clan Fujiwara |  |  |  |  |  |  |  |  |  |  |  |  |  |  |  |
|  |                                              |  |  |  |  |  |  |  |  |  |  |  |  |  |  |  |
|  |                                              |  |  |  |  |  |  |  |  |  |  |  |  |  |  |  |
|  | 13. Lady Tsuneko Karahashi                   |  |  |  |  |  |  |  |  |  |  |  |  |  |  |  |
|  |                                              |  |  |  |  |  |  |  |  |  |  |  |  |  |  |  |
|  |                                              |  |  |  |  |  |  |  |  |  |  |  |  |  |  |  |
|  | 3. Princesa Sadako Kujō del Clan Fujiwara    |  |  |  |  |  |  |  |  |  |  |  |  |  |  |  |
|  |                                              |  |  |  |  |  |  |  |  |  |  |  |  |  |  |  |
|  |                                              |  |  |  |  |  |  |  |  |  |  |  |  |  |  |  |
|  | 14. Yorioki Noma                             |  |  |  |  |  |  |  |  |  |  |  |  |  |  |  |
|  |                                              |  |  |  |  |  |  |  |  |  |  |  |  |  |  |  |
|  |                                              |  |  |  |  |  |  |  |  |  |  |  |  |  |  |  |
|  | 7. Lady Ikuko Noma                           |  |  |  |  |  |  |  |  |  |  |  |  |  |  |  |
|  |                                              |  |  |  |  |  |  |  |  |  |  |  |  |  |  |  |
|  |                                              |  |  |  |  |  |  |  |  |  |  |  |  |  |  |  |